# Saint-Illiers-la-Ville
Saint-Illiers-la-Ville is een gemeente in het Franse departement Yvelines (regio Île-de-France) en telt 269 inwoners (1999). De plaats maakt deel uit van het arrondissement Mantes-la-Jolie.

## Geografie
De oppervlakte van Saint-Illiers-la-Ville bedraagt 6,5 km², de bevolkingsdichtheid is 41,4 inwoners per km².
De onderstaande kaart toont de ligging van Saint-Illiers-la-Ville met de belangrijkste infrastructuur en aangrenzende gemeenten.

## Demografie
Onderstaande figuur toont het verloop van het inwonertal (bron: INSEE-tellingen).